# TOM'S
 (novembre 2021).
Si vous disposez d'ouvrages ou d'articles de référence ou si vous connaissez des sites web de qualité traitant du thème abordé ici, merci de compléter l'article en donnant les références utiles à sa vérifiabilité et en les liant à la section « Notes et références ».

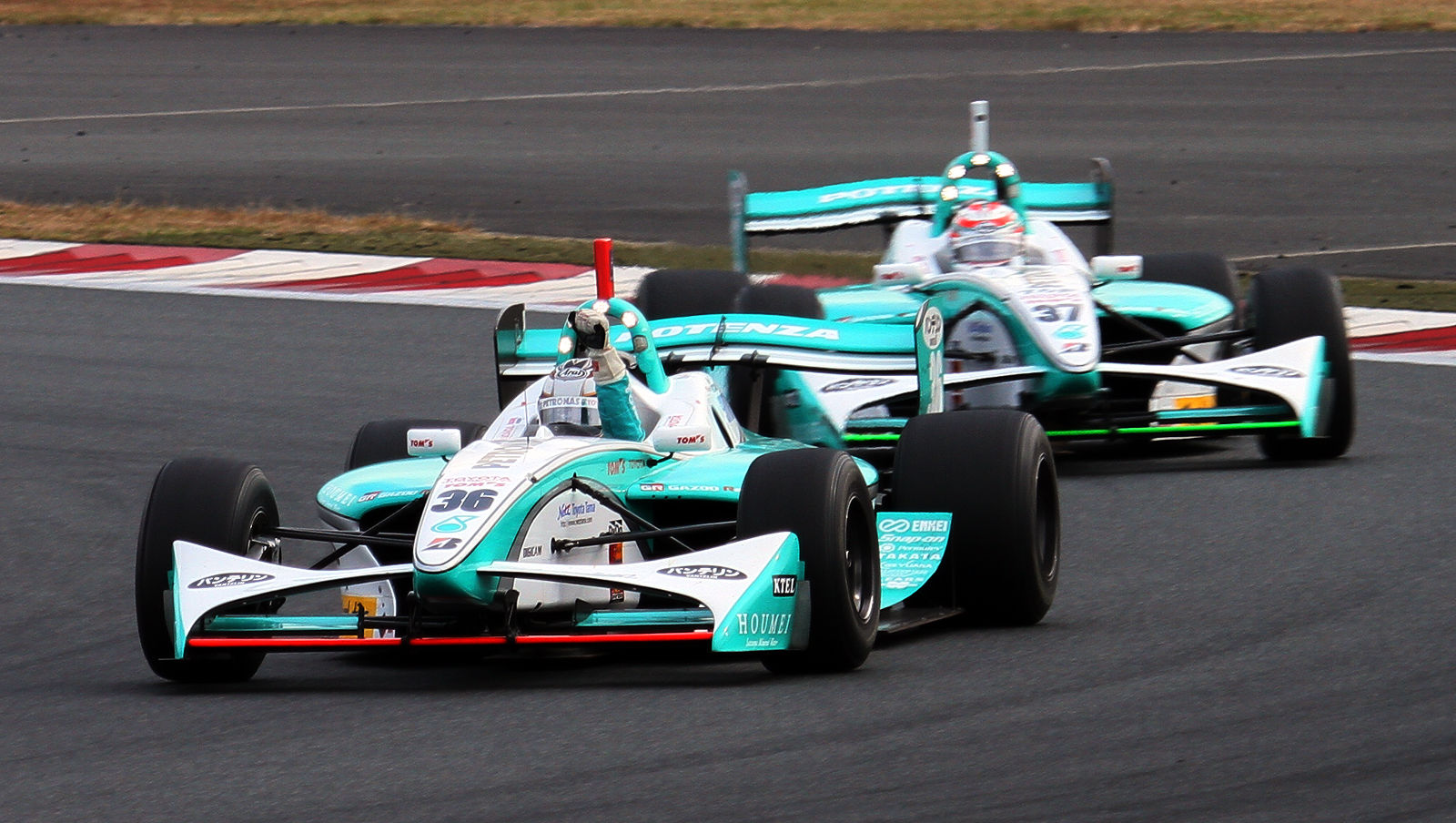
André Lotterer et Kazuya Oshima, premier et second de la course 1 de Formula Nippon du JAF Grand Prix 2010 pour TOM'S.

TOM'S (sigle de Tachi Oiwa Motor Sport) est une entreprise japonaise engagée en sport automobile et aussi spécialisée dans la préparation de véhicules Toyota et Lexus.
La société est fondée en 1974 par un ancien pilote Toyota d'usine, Nobuhide Tachi, et un coordinateur des sports mécaniques venant d'un concessionnaire Toyota, Kiyoshi Oiwa.
TOM'S conçoit des pièces destinées aux véhicules de série, tout en participant aux courses de Formule 3, de Super Formula (ex-Formule 3000) et de Super GT japonaises. TOM'S s'est également vu confier dans le passé la représentation de Toyota dans des épreuves d'endurance, notamment les 24 Heures du Mans.
Depuis 2005, TOM'S vend des voitures complètes.